# Cung điện Tyszkiewicz, Warszawa
Cung điện Tyszkiewicz (tiếng Ba Lan: Pałac Tyszkiewiczów), còn được gọi là Cung điện Tyszkiewicz–Potocki, là một cung điện được xây dựng lại tại số 32 Krakowskie Przingmieście ở Warsaw, Ba Lan. Đây là một trong những tòa nhà theo phong cách Tân cổ điển đẹp nhất trong thành phố.

## Lịch sử
Cung điện ban đầu được xây dựng bởi Ludwik Tyszkiewicz, một Field Hetman của Litva. Việc xây dựng bắt đầu vào năm 1785, ban đầu theo kế hoạch của Stanisław Zawadzki, và được hoàn thành vào năm 1792 theo phong cách Tân cổ điển, theo thiết kế của Jan Chrystian Kamsetzer. Năm 1840, cung điện được gia đình Potocki mua lại.
Trong thời kỳ giữa chiến tranh, tòa nhà là vị trí của Ngân hàng Gospodarstwa Krajowego và sau đó là Học viện Văn học Ba Lan. Sau khi bị đốt cháy năm 1944, cung điện được xây dựng lại sau Thế chiến II và hiện là tài sản của Đại học Warsaw.
Mặt tiền phía tây của cung điện khá khiêm tốn, trên phốKrakowskie Przingmieście, được tô điểm bằng một số công trình bằng stucco tốt. Ban công trung tâm được hỗ trợ bởi bốn viên đá Atlantes trang nhã được chạm khắc vào năm 1787 bởi André Le Brun.

## Hình ảnh

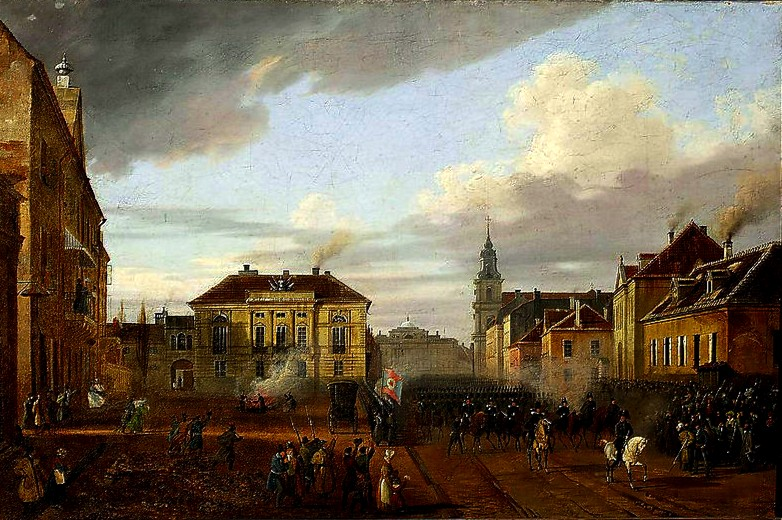
Cung điện Tyszkiewicz, mặt tiền phía bắc, 1830
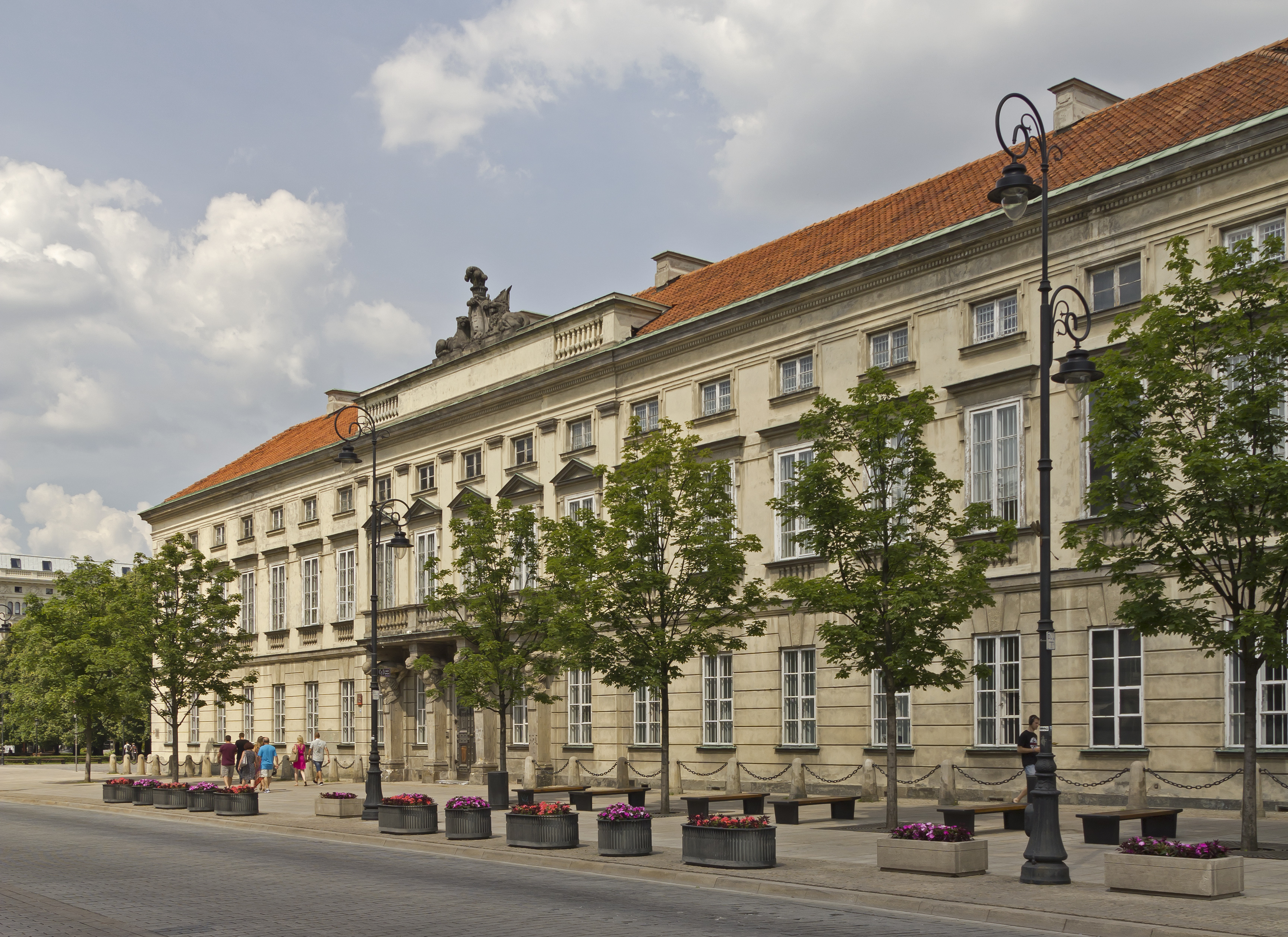
Mặt tiền phía tây
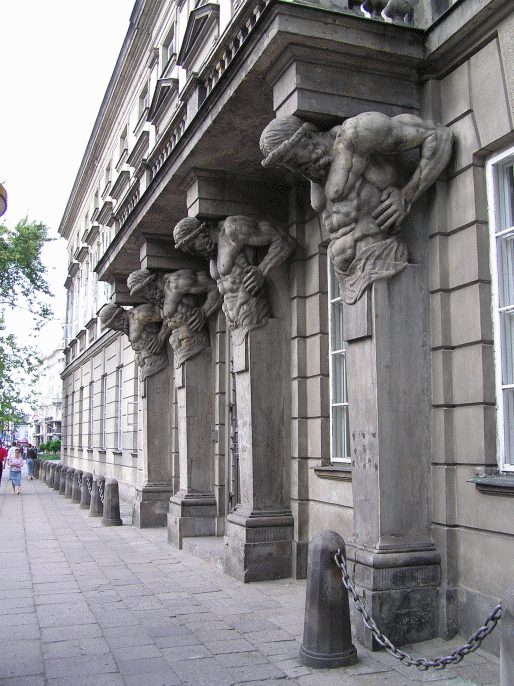
Atlantes ở lối vào phía tây, trên Krakowskie Przingmieście
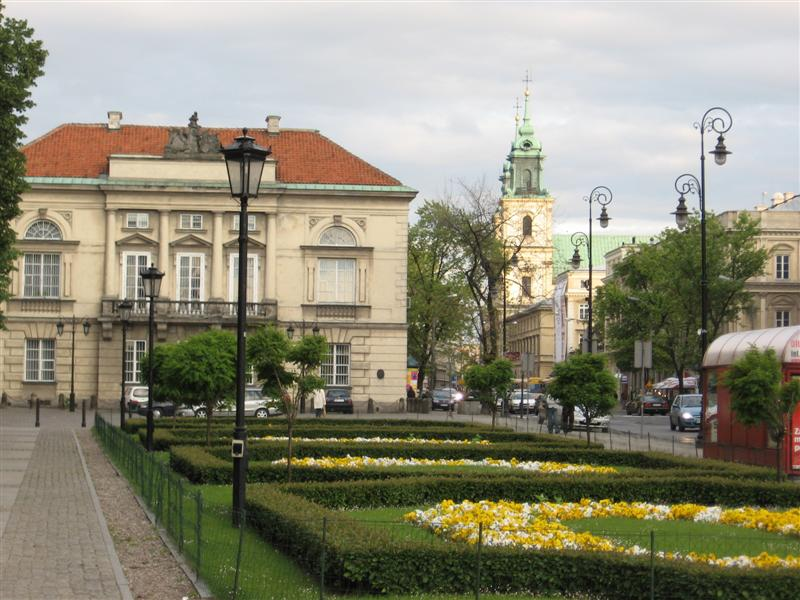
Lối vào phía bắc